# (45,12,3)-Blockplan
Der (45,12,3)-Blockplan ist ein spezieller symmetrischer Blockplan. Um ihn konstruieren zu können, musste dieses kombinatorische Problem gelöst werden: Eine leere 45×45-Matrix wurde so mit Einsen gefüllt, dass jede Zeile der Matrix genau 12 Einsen enthält und je zwei beliebige Zeilen genau 3 Einsen in der gleichen Spalte besitzen (nicht mehr und nicht weniger). Das klingt relativ einfach, ist aber nicht trivial zu lösen. Es gibt nur gewisse Kombinationen von Parametern (wie hier v = 45, k = 12, λ = 3), für die eine solche Konstruktion überhaupt machbar ist. In dieser Übersicht sind die kleinsten solcher (v,k,λ) aufgeführt.

## Bezeichnung
Dieser symmetrische 2-(45,12,3)-Blockplan wird Triplane der Ordnung 9 genannt.

## Eigenschaften
Dieser symmetrische Blockplan hat die Parameter v = 45, k = 12, λ = 3 und damit folgende Eigenschaften:
- Er besteht aus 45 Blöcken und 45 Punkten.
- Jeder Block enthält genau 12 Punkte.
- Je 2 Blöcke schneiden sich in genau 3 Punkten.
- Jeder Punkt liegt auf genau 12 Blöcken.
- Je 2 Punkte sind durch genau 3 Blöcke verbunden.

## Existenz und Charakterisierung
Es existieren mindestens 3752 nichtisomorphe 2-(45,12,3) - Blockpläne. Eine dieser Lösungen ist:
- Lösung 1 mit der Signatur 12·1, 6·2, 4·3, 12·4, 6·11, 1·12, 4·15. Sie enthält 1140 Ovale der Ordnung 4.

## Liste der Blöcke
Hier sind alle Blöcke dieses Blockplans aufgelistet; zum Verständnis dieser Liste siehe diese Veranschaulichung
- Lösung 1

```
  2   3   4   5   6   7   8   9  10  11  12  13
  1   3   4   5  14  15  16  17  18  19  20  21
  1   2   4   5  22  23  24  25  26  27  28  29
  1   2   3   5  30  31  32  33  34  35  36  37
  1   2   3   4  38  39  40  41  42  43  44  45
  1   7   8   9  14  15  22  23  30  31  38  39
  1   6   8   9  16  17  24  25  32  33  40  41
  1   6   7   9  18  19  26  27  34  35  42  43
  1   6   7   8  20  21  28  29  36  37  44  45
  1  11  12  13  14  15  24  25  34  35  44  45
  1  10  12  13  16  17  22  23  36  37  42  43
  1  10  11  13  18  19  28  29  30  31  40  41
  1  10  11  12  20  21  26  27  32  33  38  39
  2   6  10  15  16  18  22  28  32  34  38  44
  2   6  10  14  17  19  23  29  33  35  39  45
  2   7  11  14  18  20  23  24  32  36  40  42
  2   7  11  15  19  21  22  25  33  37  41  43
  2   8  12  14  16  20  26  28  30  35  41  43
  2   8  12  15  17  21  27  29  31  34  40  42
  2   9  13  16  18  21  24  27  30  37  39  45
  2   9  13  17  19  20  25  26  31  36  38  44
  3   6  11  14  17  24  27  28  31  37  38  43
  3   6  11  15  16  25  26  29  30  36  39  42
  3   7  10  16  20  22  25  27  31  35  40  45
  3   7  10  17  21  23  24  26  30  34  41  44
  3   8  13  18  21  23  25  28  33  35  38  42
  3   8  13  19  20  22  24  29  32  34  39  43
  3   9  12  14  18  22  26  29  33  37  40  44
  3   9  12  15  19  23  27  28  32  36  41  45
  4   6  12  18  20  23  25  31  34  37  39  41
  4   6  12  19  21  22  24  30  35  36  38  40
  4   7  13  14  16  27  29  33  34  36  38  41
  4   7  13  15  17  26  28  32  35  37  39  40
  4   8  10  14  19  25  27  30  32  37  42  44
  4   8  10  15  18  24  26  31  33  36  43  45
  4   9  11  16  21  23  29  31  32  35  43  44
  4   9  11  17  20  22  28  30  33  34  42  45
  5   6  13  14  21  22  26  31  32  41  42  45
  5   6  13  15  20  23  27  30  33  40  43  44
  5   7  12  16  19  24  28  31  33  39  42  44
  5   7  12  17  18  25  29  30  32  38  43  45
  5   8  11  16  19  23  26  34  37  38  40  45
  5   8  11  17  18  22  27  35  36  39  41  44
  5   9  10  14  21  25  28  34  36  39  40  43
  5   9  10  15  20  24  29  35  37  38  41  42
```

## Inzidenzmatrix
Dies ist eine Darstellung der Inzidenzmatrix dieses Blockplans; zum Verständnis dieser Matrix siehe diese Veranschaulichung
- Lösung 1

```
. O O O O O O O O O O O O . . . . . . . . . . . . . . . . . . . . . . . . . . . . . . . .
O . O O O . . . . . . . . O O O O O O O O . . . . . . . . . . . . . . . . . . . . . . . .
O O . O O . . . . . . . . . . . . . . . . O O O O O O O O . . . . . . . . . . . . . . . .
O O O . O . . . . . . . . . . . . . . . . . . . . . . . . O O O O O O O O . . . . . . . .
O O O O . . . . . . . . . . . . . . . . . . . . . . . . . . . . . . . . . O O O O O O O O
O . . . . . O O O . . . . O O . . . . . . O O . . . . . . O O . . . . . . O O . . . . . .
O . . . . O . O O . . . . . . O O . . . . . . O O . . . . . . O O . . . . . . O O . . . .
O . . . . O O . O . . . . . . . . O O . . . . . . O O . . . . . . O O . . . . . . O O . .
O . . . . O O O . . . . . . . . . . . O O . . . . . . O O . . . . . . O O . . . . . . O O
O . . . . . . . . . O O O O O . . . . . . . . O O . . . . . . . . O O . . . . . . . . O O
O . . . . . . . . O . O O . . O O . . . . O O . . . . . . . . . . . . O O . . . . O O . .
O . . . . . . . . O O . O . . . . O O . . . . . . . . O O O O . . . . . . . . O O . . . .
O . . . . . . . . O O O . . . . . . . O O . . . . O O . . . . O O . . . . O O . . . . . .
. O . . . O . . . O . . . . O O . O . . . O . . . . . O . . . O . O . . . O . . . . . O .
. O . . . O . . . O . . . O . . O . O . . . O . . . . . O . . . O . O . . . O . . . . . O
. O . . . . O . . . O . . O . . . O . O . . O O . . . . . . . O . . . O . . . O . O . . .
. O . . . . O . . . O . . . O . . . O . O O . . O . . . . . . . O . . . O . . . O . O . .
. O . . . . . O . . . O . O . O . . . O . . . . . O . O . O . . . . O . . . . . O . O . .
. O . . . . . O . . . O . . O . O . . . O . . . . . O . O . O . . O . . . . . O . O . . .
. O . . . . . . O . . . O . . O . O . . O . . O . . O . . O . . . . . . O . O . . . . . O
. O . . . . . . O . . . O . . . O . O O . . . . O O . . . . O . . . . O . O . . . . . O .
. . O . . O . . . . O . . O . . O . . . . . . O . . O O . . O . . . . . O O . . . . O . .
. . O . . O . . . . O . . . O O . . . . . . . . O O . . O O . . . . . O . . O . . O . . .
. . O . . . O . . O . . . . . O . . . O . O . . O . O . . . O . . . O . . . . O . . . . O
. . O . . . O . . O . . . . . . O . . . O . O O . O . . . O . . . O . . . . . . O . . O .
. . O . . . . O . . . . O . . . . O . . O . O . O . . O . . . . O . O . . O . . . O . . .
. . O . . . . O . . . . O . . . . . O O . O . O . . . . O . . O . O . . . . O . . . O . .
. . O . . . . . O . . O . O . . . O . . . O . . . O . . O . . . O . . . O . . O . . . O .
. . O . . . . . O . . O . . O . . . O . . . O . . . O O . . . O . . . O . . . . O . . . O
. . . O . O . . . . . O . . . . . O . O . . O . O . . . . . O . . O . . O . O . O . . . .
. . . O . O . . . . . O . . . . . . O . O O . O . . . . . O . . . . O O . O . O . . . . .
. . . O . . O . . . . . O O . O . . . . . . . . . . O . O . . . O O . O . O . . O . . . .
. . . O . . O . . . . . O . O . O . . . . . . . . O . O . . . O . . O . O . O O . . . . .
. . . O . . . O . O . . . O . . . . O . . . . . O . O . . O . O . . . . O . . . . O . O .
. . . O . . . O . O . . . . O . . O . . . . . O . O . . . . O . O . . O . . . . . . O . O
. . . O . . . . O . O . . . . O . . . . O . O . . . . . O . O O . . O . . . . . . . O O .
. . . O . . . . O . O . . . . . O . . O . O . . . . . O . O . . O O . . . . . . . O . . O
. . . . O O . . . . . . O O . . . . . . O O . . . O . . . . O O . . . . . . . . O O . . O
. . . . O O . . . . . . O . O . . . . O . . O . . . O . . O . . O . . . . . . O . . O O .
. . . . O . O . . . . O . . . O . . O . . . . O . . . O . . O . O . . . . . O . . O . O .
. . . . O . O . . . . O . . . . O O . . . . . . O . . . O O . O . . . . . O . . . . O . O
. . . . O . . O . . O . . . . O . . O . . . O . . O . . . . . . . O . . O O . O . . . . O
. . . . O . . O . . O . . . . . O O . . . O . . . . O . . . . . . . O O . . O . O . . O .
. . . . O . . . O O . . . O . . . . . . O . . . O . . O . . . . . O . O . . O O . . O . .
. . . . O . . . O O . . . . O . . . . O . . . O . . . . O . . . . . O . O O . . O O . . .
```

## Oval
Ein Oval des Blockplans ist eine Menge seiner Punkte, von welcher keine drei auf einem Block liegen. Hier ist ein Beispiel eines Ovals maximaler Ordnung dieses Blockplans:
- Lösung 1

```
  1   2   7  16
```